# Nesrin Hanım
Adile Nesrin Hanımefendi (en turco otomano: نسرین خانم‎ ; "rosa salvaje", 1826 - 2 de enero de 1853), nacida como Adile Asemiani, fue la undécima esposa del sultán Abdülmecit I del Imperio Otomano y cuyó destino fue trágico, debido a la muerte de sus hijos a temprana edad.

## Primeros Años
Como escribe el autor de memorias Harun Achba en su libro Las esposas de los sultanes: 1839-1924, Nesrin nació en 1826 en Poti, Georgia, y era miembro de la noble familia principesca georgiana Asemiani. Su padre era Manuçar Bey Asemiani y su madre era Mahra Hanim. Al nacer, la niña recibió el nombre de Adile. Además de Nesrin, la familia también tenía un hijo, Hassan, que vivía en Poti; Hasan se dedicaba a transportar niños de familias pobres a Estambul, donde podían recibir una buena educación y organizar su vida futura.

## Vida en el Harén
Nesrin estaba entre las bellezas georgianas elegidas para el futuro sultán Abdulmejid I por su madre georgiana Bezmial. La niña ingresó al harén a una edad muy temprana y, después de completar sus estudios en 1842, se convirtió en una de las concubinas del sultán. Los historiadores turcos Necdet Sakaoglu y Çağatay Uluçay señalan que Nesrin hablaba el idioma con fluidez y, a diferencia de muchas mujeres del harén, escribía sus cartas ella misma en lugar de dictarlas a una secretaria; además, una de estas cartas escritas por Nesrin al sultán sobre el incendio en Selimiye, crea la imagen de una mujer pura y compasiva.
Se casó con Abdülmecit en 1846. Se le dio el título de "Tercera esposa". En el mismo año, dio a luz a su primer hijo, un varón Şehzade Mehmed Ziyaddin. En 1848 nació Behice Sultan y en 1850 los gemelos, Şehzade Mehmed Bahaedin y Şehzade Mehmed Nizaedin. El historiador turco Chagatay Uluchay señala que en el momento del nacimiento de dos hijos mayores, Nesrin llevaba el título de la tercera ikbal, la concubina del sultán, que no estaba incluida en el número de cuatro esposas oficiales; el título de segunda esposa, según Uluchay, lo recibió sólo después del nacimiento de dos hijos gemelos. Harun Achba, así como los historiadores turcos y otomanos Necdet Sakaoglu y Sureya Mehmed Bey, solo indican que Nesrin ostentaba el título de segundo ikbal del Sultán. 
Nesrin estaba muy apenada por la muerte de todos sus hijos y, como escribe Achba, pronto enfermó gravemente. Sakaoglu también escribe que Nesrin se afligió por la muerte de todos sus hijos; además, padecía tuberculosis , cuya epidemia asoló el harén durante el reinado de Abdülmecit. Uluchay escribe que Nesrin murió de añoranza por sus hijos muertos, pero no excluye que la matara la tuberculosis. 

## Muerte
Nesrin murió el 2 de enero de 1853, aunque algunas fuentes indican que murió en mayo del mis año en Estambul a la edad de 26/27 años. Está enterrada en la Mezquita Yeni de Estambul.